# Krauss-Maffei Wegmann
La Krauss-Maffei Wegmann è un'azienda della Germania attiva nei settori degli armamenti e della meccanica pesante. La sua sede principale è a Monaco di Baviera.
Ha avuto origine dalla fusione di varie aziende metalmeccaniche tedesche. La società Krauss venne fondata nel 1860 a Monaco di Baviera  da Georg Krauss e divenne un'importante azienda produttrice di materiale ferroviario rotabile con stabilimenti a Monaco e a Linz, in Austria. Nel 1931 si fuse con la Maffei di Joseph Anton von Maffei, fondata fin dal 1838 sempre a Monaco. Si formò in questo modo la Krauss-Maffei che proseguì la produzione ampliandone i settori e operando soprattutto in Baviera nella costruzione di locomotive a vapore e rotabili di vario genere.
Dopo aver partecipato alla produzione bellica per la Wehrmacht durante la Seconda guerra mondiale, riprese la sua attività nel dopo guerra e nel 1963 iniziò la produzione dei carri armati Leopard. Negli anni settanta partecipò alla costruzione del Transrapid. Nel 1999 si fuse con Mannesmann Demag. Nella produzione di carri armati si associò alla Wegmann divenendo Krauss-Maffei Wegmann.
Dal 1º luglio 2014 nasce KANT, joint-venture paritetica tra KMW e Nexter Systems; il 15 dicembre 2015 è creata la società holding KMW+NEXTER Defense Systems (KNDS).

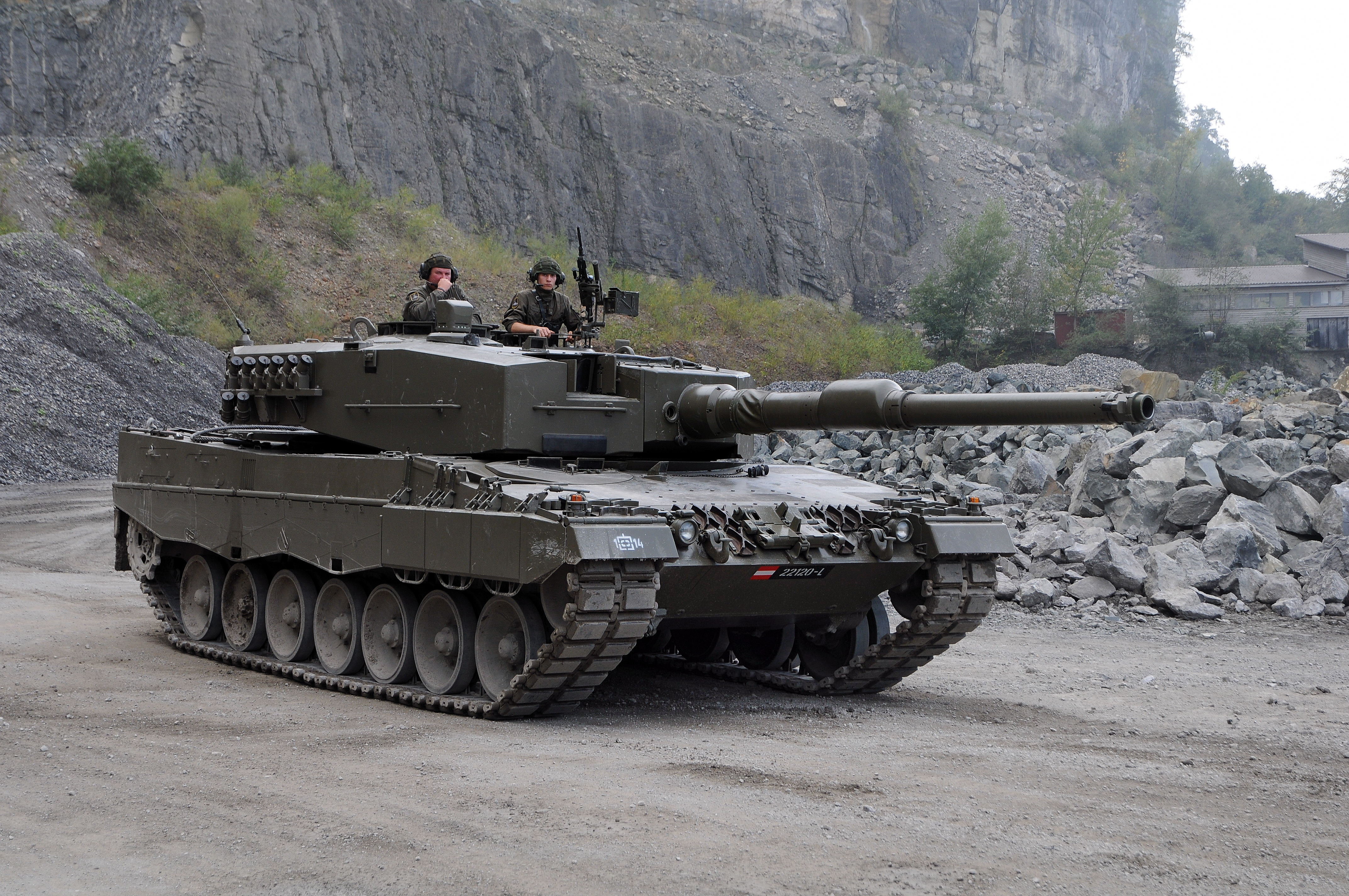
Un Leopard 2A4 prodotto dalla Krauss-Maffei Wegmann

## Storia

### Krauss-Maffei
Nel 1838 Joseph Anton von Maffei fondò l'omonima fabbrica di locomotive a Monaco di Baviera. L'azienda venne acquisita nel 1931 dalla Locomotivfabrik Krauss & Comp, società fondata a sua volta nel 1860 da Georg Krauss per la produzione di materiale ferroviario; in questo modo venne costituita la Krauss-Maffei AG. La nuova azienda divenne rapidamente una delle imprese industriali tedesche più importanti nel settore ferroviario e della meccanica pesante; negli anni trenta iniziò anche lo sviluppo della produzione di armamenti.

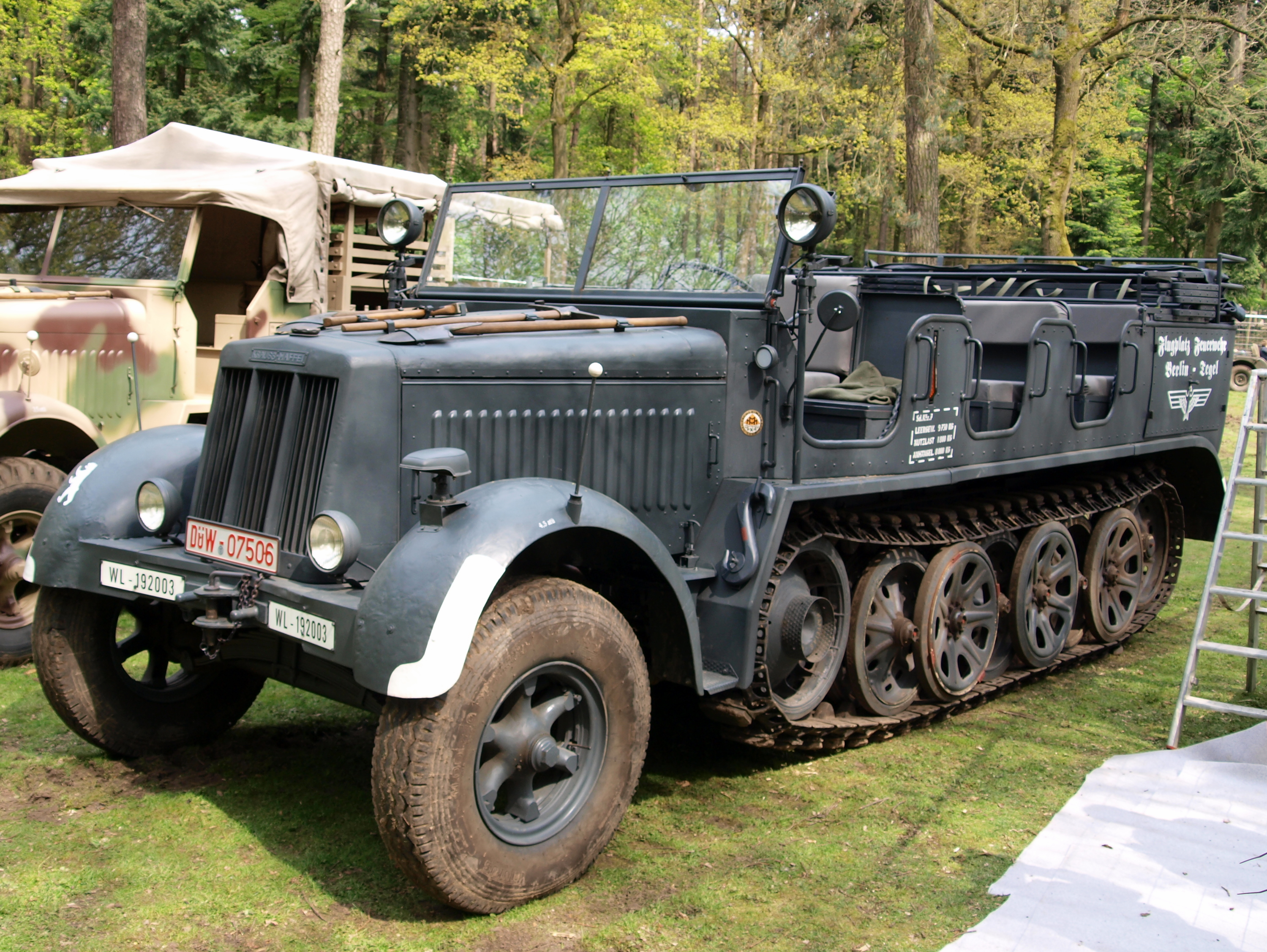
Un veicolo semi-cingolato Sd.Kfz. 7 della Wehrmacht

Durante la seconda guerra mondiale, la Krauss-Maffei passò alla produzione bellica per la Wehrmacht ed entrò a far parte del complesso militare-industriale della Germania nazista, concentrandosi in particolare sulla produzione di veicoli blindati per le truppe e automezzi specializzati. Negli stabilimenti di Monaco e di Linz furono prodotti soprattutto i mezzi cingolati Sd.Kfz. 7, anche nelle versioni contraeree equipaggiate con batterie di cannoni 2 cm FlaK e 3,7 cm FlaK; inoltre la Krauss-Maffei partecipò anche all'assemblaggio dei veicoli pesanti Sd.Kfz. 8 e di alcuni modelli speciali di Panzer I.

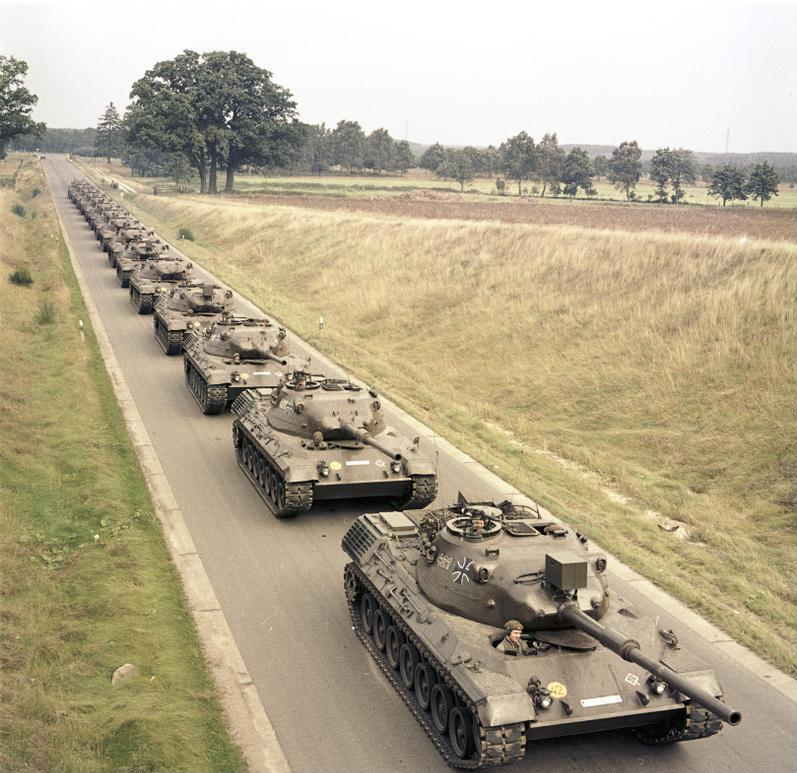
Colonna di carri armati Leopard 1 di una formazione della Bundeswehr.

La produzione di serie del Leopard 1 inizia nel 1963, con Krauss-Maffei come capocommessa. Il carro Leopard si dimostrò un grande successo tecnico e commerciale; la Bundeswehr equipaggiò le sue Panzer-Division con il nuovo carro armato medio che venne anche fornito a molti eserciti delle nazioni della NATO. Il Leopard fu il primo carro di produzione nazionale adottato dall'Esercito della Repubblica Federale Tedesca e, grazie alle sue qualità di mobilità e potenza di fuoco, contribuì a modernizzare l'equipaggiamento pesante delle potenze occidentali mantenendo l'equilibrio rispetto ai mezzi corazzati dell'Esercito sovietico.
La Bundeswehr negli anni 60 e 70 sostituì gran parte dei mezzi americani M48 Patton con i carri Leopard; ogni reggimento panzer era dotato di 108 carri del modello prodotto dalla Krauss-Maffei.

### Wegmann
La Wegmann & Co. viene fondata nel 1882 a Kassel come Casseler Waggonfabriken von Wegmann, Harkort & Co. da Peter Wegmann e Richard Harkort. Nel 1912 viene rilevata da August Bode e Conrad Köhler. Negli anni trenta del XX secolo si specializza nei veicoli militari.

### Krauss-Maffei Wegmann
Krauss-Maffei Wegmann (KMW) viene creata nel 1999 come fusione della Krauss-Maffei, società di Mannesmann AG, e la Wegmann & Co., della famiglia Bode. KMW diventa uno dei più grandi costruttori di armi d'Europa, con sede a Monaco di Baviera.

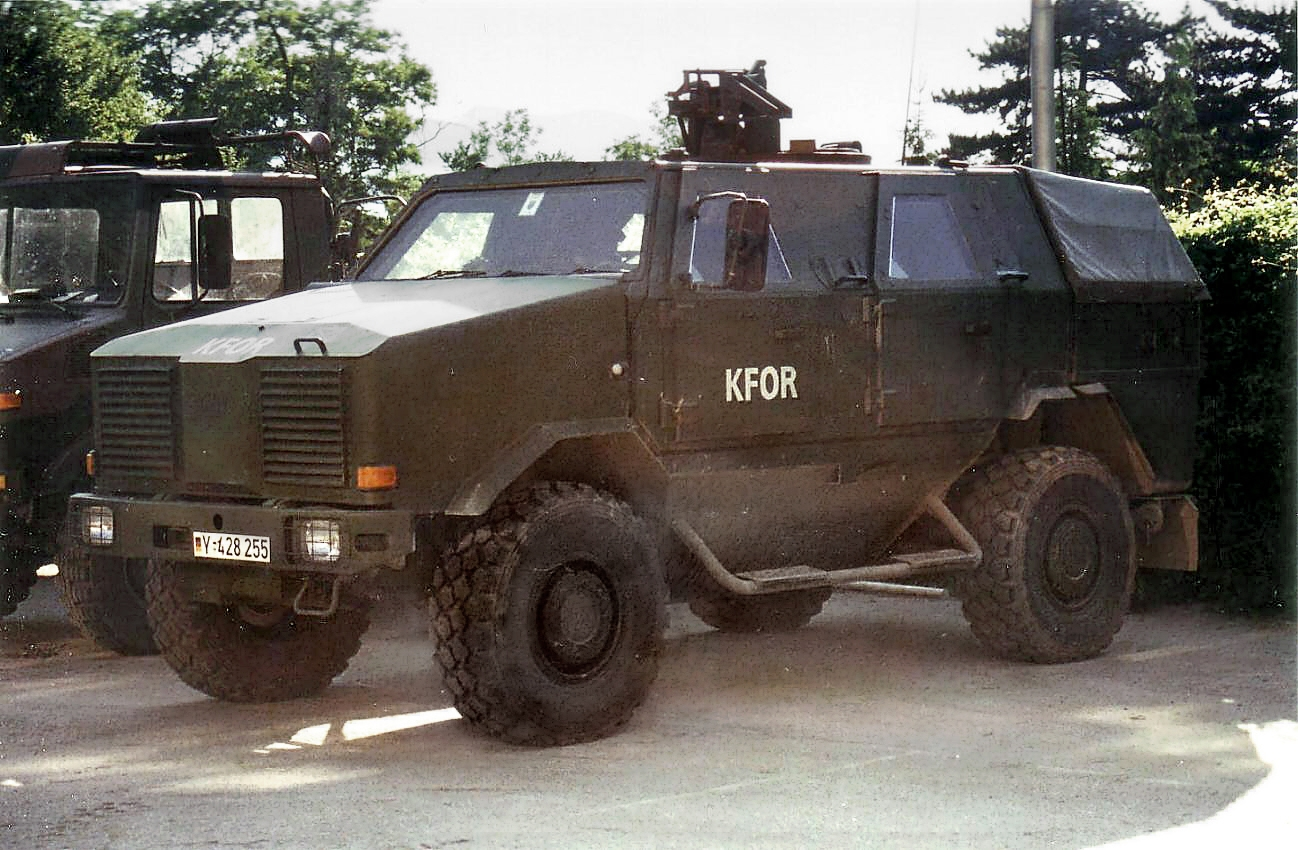
Dingo 1 (Version ATF2)

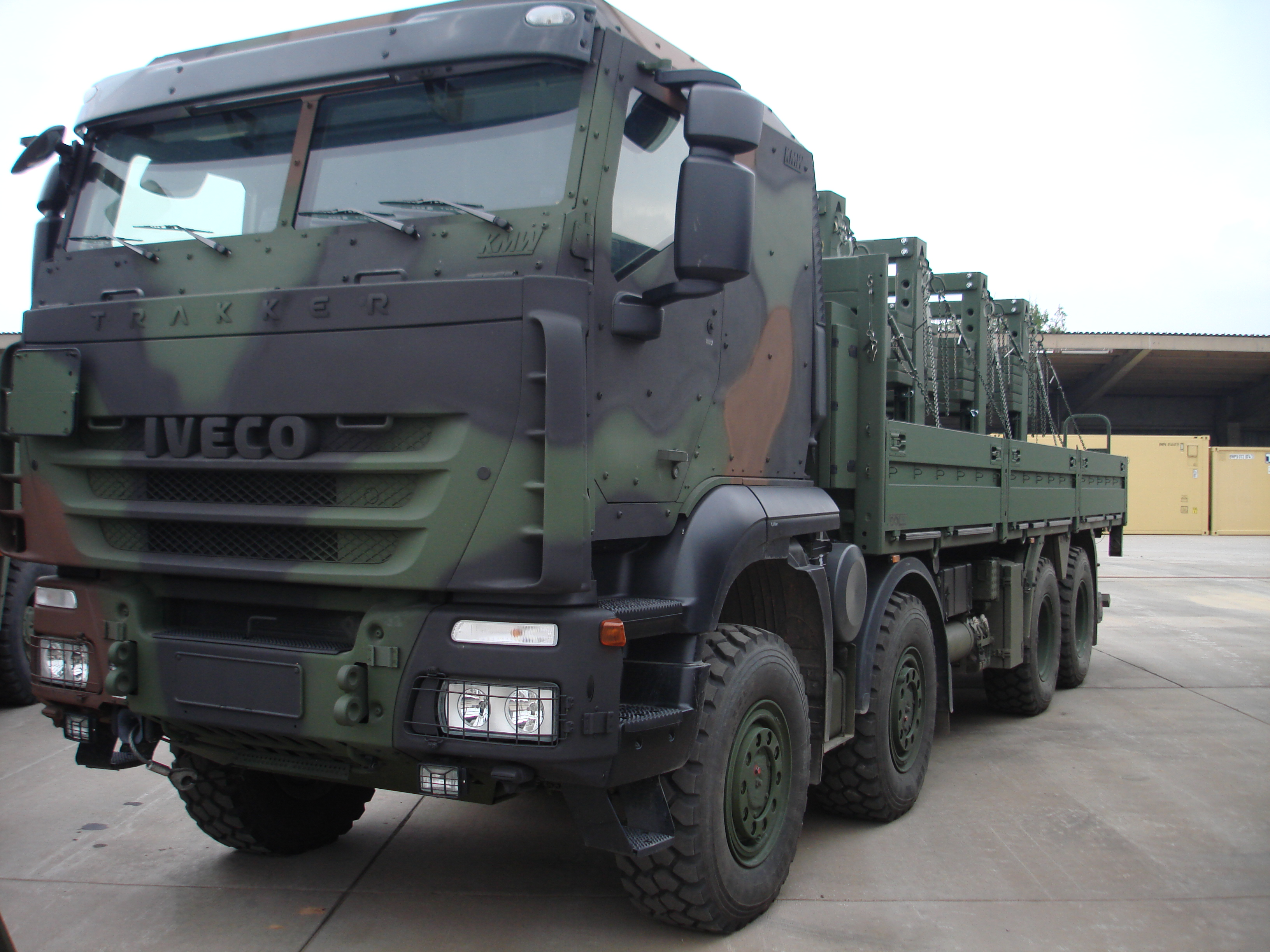
KMW Panzerung su Iveco Trakker

Dopo l'acquisizione di Mannesmann da parte di Vodafone alcune divisioni Mannesmann (sotto il nome Atecs) sono state vendute a Siemens AG e Bosch. Siemens deteneva nel 2000 il 49% della KMW, il rimanente 51% era di Wegmann & Co. GmbH, una società controllata da Wegmann & Co. Unternehmens-Holding KG. La proprietà di tali società è di August Bode.
Manfred Bode lasciò il comando dell'azienda nel 2000 a Frank Haun, primo dirigente a non appartenere alla famiglia Bode.
Dal 31 gennaio 2007 la KMW acquista la Blohm + Voss Industries (BVI), con il nome KMW Schweißtechnik.
Il 17 dicembre 2010 la Siemens vende il 49% alla Wegmann & Co. Unternehmens-Holding KG.
Nel luglio 2013 l'azienda si unisce alla francese Nexter. Nel luglio 2014 è lanciato il Lancio del "Progetto KANT"; nel luglio 2015 è ufficializzato il progetto di unione, col nome provvisorio "Honosthor" e nel dicembre 2015 è creata la holding "KMW+NEXTER Defense Systems" (KNDS).

## Proprietà
La proprietà della Krauss-Maffei Wegmang GmbH & Co. KG (KMW) è della Wegmann Unternehmens-Holding GmbH & Co. KG di Kassel.
Ci sono 26 divisioni del gruppo. Sono riconducibili alla famiglia Bode, von Braunbehrens, von Maydell e agli eredi del fondatore Wegmann e Wegmann & Co.

## Aziende del gruppo
- ATM Computer Systeme GmbH
- GLS Gesellschaft für logistischen Service
- KMW Schweißtechnik GmbH
- HDVS Hellenic Defense Vehicle Systems
- Wegmann USA, Inc.
- DDVS Dutch Defense Vehicle Systems
- ARTEC GmbH
- PSM GmbH
- VPS Vehicle Protection Systems GmbH
- VPS de México S. A.
- WFEL Ltd. (weltweiter Marktführer für mobile Brückensysteme)[16]

## Prodotti
- Leopard 1
- Leopard 2
- Gepard
- Puma
- Fennek
- GTK Boxer
- ATF Dingo
- ESK Mungo
- PzH 2000
- AGM Donar
- MARS
- Sd.Kfz. 7

## Alcuni rotabili costruiti dalla Krauss
- Locomotiva bavarese D XI
- Locomotiva bavarese Pt 2/5 N